# Elsecar
Elsecar – wieś w Anglii, w hrabstwie ceremonialnym South Yorkshire, w dystrykcie metropolitalnym Barnsley. Leży 13 km na północ od miasta Sheffield i 238 km na północ od Londynu. Miejscowość liczy 2500 mieszkańców.